# Монастир святого Івана Хрестителя (Зарваниця)
Монастир святого Івана Хрестителя в Зарваниці (СУ) — монастир Української греко-католицької церкви в с. Зарваниця Тернопільської области.

## Історія
Монастир був заснований у 1994 році. Приміщення монастиря збудовано у 1999 році, а у 2002 році завершено будівництво храму Різдва Пресвятої Богородиці. Архітектором проєкту став Роман Сулик, а його фінансували прочани.
Освячення храму відбулося 24 червня 2002 року, його провів єпископ Михаїл Сабрига.
У монастирі проживають 5 ченців, а у власності обителі є близько 3 га землі та млин.

## Настоятелі
- ієрмонах Роман Петруняк (з 22 жовтня 2013).